# Chemin des Espagnols
 (avril 2020).

Chemin des Espagnols: possessions espagnoles en orange et violet, autrichiennes en vert. Route principale en rouge, alternatives en bleu.

Le chemin des Espagnols fut emprunté pour la première fois en 1567 par le III duc d'Alba de Tormes, Fernando Álvarez de Toledo y Pimentel , lors de son voyage aux Pays-Bas espagnols , et la dernière armée espagnole à y circuler le fit en 1633 , commandée par Ferdinand d'Autriche , qui remporta la victoire l'année suivante à la bataille de Nördlingen pour la première  fois en 1567 par le duc d'Albe quand Philippe II l'envoya aux Pays-Bas espagnols à la tête d'une importante armée .

## Histoire
Au XVIe siècle, l'Espagne de Philippe II était une puissance européenne incontestée. Ses armées, composées notamment des célèbres Tercios , affrontaient Français , Turcs , Anglais , Hollandais et autres ennemis de la couronne de l'Empire espagnol. Ces unités d'infanterie , parmi les meilleures de leur temps, étaient au cœur des campagnes militaires espagnoles .
La guerre des Pays-Bas (1568-1648) représentait un enjeu majeur pour la monarchie espagnole . Pour assurer le ravitaillement et le renforcement de ses troupes dans cette région , les Espagnols empruntèrent régulièrement un itinéraire appelé le Chemin des Espagnols. Ce parcours, établi par le cardinal Granvelle, traversait l'Europe de l'Italie aux Pays-Bas , reliant des villes comme Turin , Lyon et Bruxelles .
Les Tercios , loin d'être de simples unités militaires, étaient de véritables communautés en mouvement . Accompagnés de leurs familles , d'artisans de tout les corps de métiers et de tout ce qui était nécessaire à leur survie , ils formaient des colonnes impressionnantes traversant le continent . Le duc d'Alba, célèbre général espagnol, fut l'un des premiers à utiliser cet itinéraire , introduisant même des services médicaux et pharmaceutiques pour ses troupes .
Le Chemin des Espagnols était un itinéraire flexible , s'adaptant aux conditions météorologiques et aux alliances politiques .
Les troupes espagnoles parcouraient ces milliers de kilomètres en quelques semaines , malgré les difficultés du terrain et les menaces ennemies . À l'arrière des colonnes marchaient les familles des soldats , des artisans et des marchands qui profitaient de cette protection pour voyager en toute sécurité .
L'organisation de ces déplacements était complexe . Des commissaires étaient chargés d'évaluer les besoins en nourriture et en hébergement le long du parcours . Des entrepreneurs locaux étaient ensuite chargés de fournir les services nécessaires aux troupes . La discipline était de rigueur , et les soldats étaient tenus de respecter les populations locales et de payer pour les biens et services qu'ils utilisaient .
Après 1643 , la défaite de Rocroi marqua un tournant pour les Tercios , bien que leur influence militaire ne s'effondra pas immédiatement. C'est finalement Philippe V qui , au début du XVIIIe siècle , décida de dissoudre ces unités légendaires .
Pendant la Guerre de Quatre-vingts ans, on estime que 123.000 hommes empruntèrent cette voie terrestre pour rejoindre les Pays-Bas de 1567 à 1633, à comparer avec seulement 17.000 hommes qui furent transportés par voie maritime.
Cette voie maritime était devenue très difficile en raison de la chute d'une grande partie de la côte des Pays-Bas aux mains de corsaires et flibustiers  et de l'inimitié entre l'Angleterre et la France , qui dominaient le canal de la Manche . Pour cette raison, le monarque espagnol a dû chercher un itinéraire alternatif par voie terrestre. Ainsi, un couloir militaire fut ouvert de Milan à Bruxelles , passant par des territoires sûrs qui étaient soit sous sa puissance , soit sous son influence et qui appartenaient nominalement au Saint-Empire ou au Royaume de France .
L'itinéraire principal commençait à Milan , après avoir traversé les Alpes par le col du Mont Cenis, le duché de Savoie (actuel département de la Savoie) , en passant par la Franche-Comté, la Lorraine, le Luxembourg, l'évêché de Liège et le duché de Brabant jusqu'à arriver à Bruxelles .
Une deuxième route commença à être utilisée après 1622 en raison de l'alliance du duc de Savoie avec la France . Cet itinéraire partait de Milan et traversait les vallées suisses de l'Engadine et de la Valteline jusqu'au Tyrol . De là, elle bordait le sud de l'Allemagne , traversait le Rhin en Alsace et atteignait les Pays-Bas via la Lorraine .
La majeure partie de l’armée des Flandres s’est déplacée le long de ce trajet , réalisant un exploit logistique étonnant pour l’époque 

## Traité de Turin (1760)
Au Nord , le pays de Gex était séparé de la France par la vallée de la Valserine , qui permettait auparavant le passage des troupes espagnoles entre la Savoie et la Franche-Comté (et était nommée pour cette raison chemin des Espagnols) . Ce territoire n’était plus stratégique en 1714 , du fait de l’alliance de famille entre la France et l’Espagne et de l’acquisition de la Franche-Comté par la France en 1678 .
Le traité régularise donc la frontière entre les deux États : échange des villes de Seyssel (en partie) , Chanaz , La Balme, Pont d'Arlod et Aire-la-Ville situées sur la rive gauche du Rhône , mais faisant partie du Bugey et du Pays de Gex , qui passent au Piémont , en échange de la vallée de la Valserine : ainsi, le chemin des Espagnols entre Franche-Comté et Savoie devient français , et le Pays de Gex n’est plus une enclave séparée de la France .
l'importance de cet itinéraire peut être considéré comme ayant servi à fixer certaines des frontières actuelles de l'europe centrale .
On retrouve de nos jours en Belgique deux voies qui portent encore le nom de Chemin des Espagnols sur l'axe Luxembourg - Bruxelles, l'une à Arlon et l'autre à Neufchâteau.

## Parcours
Éloise
Le pont de Grésin retint longtemps l'attention des grands de ce monde. Souvent opposés aux rois de France, les ducs de Savoie avaient une alliance avec les rois d'Espagne qui étaient en même temps souverains des Pays-Bas (union personnelle). Le chemin des Espagnols commençait à Gênes, et en passant par la commune de Clarafond (Fruitière), le pont de Grésin, la vallée de la Valserine et la Franche-Comté, les troupes espagnoles pouvaient aller, grâce à son alliance avec les ducs de Savoie et les ducs de Lorraine, de la Méditerranée aux Pays-Bas sans toucher les territoires français.
Léaz
Le pont de Grésin est une passerelle piéton de type pont suspendu qui franchit le Rhône sous le hameau de Grésin. On peut y accéder en automobile depuis Grésin. En revanche, sur le versant haut-savoyard du Rhône, seul un chemin de terre part du pont en direction d'Éloise. Le pont a été construit à la suite de la mise en eau en 1948 du barrage de Génissiat et de la formation du lac de barrage, qui a noyé un ancien pont situé en dessous. Cet ancien pont avait eu dans le passé une importance stratégique, au XVIIe siècle. En effet, il faisait partie du chemin des Espagnols, par lequel les armées espagnoles traversaient le duché de Savoie pour rejoindre la Franche-Comté (alors territoire espagnol) à partir de Gênes, en passant par Chézery.
Lancrans
Lancrans fit partie du "chemin des Espagnols", enclave savoyarde entre le Bugey et le pays de Gex de 1601 à 1760. En 1858, Vanchy et Confort se séparèrent de Lancrans pour devenir des communes.
Chézery
Le chemin passait par la Vallée de la Valserine , Chézery , Fontaine-Bénite , Noirecombe pour arriver à la Borne au Lion, marquant le tripoint entre la Franche-Comté, le royaume de France et la Savoie.